# Малая Мунамарь
Малая Мунамарь (мар. Изи Мунамарий) — деревня в Мари-Турекском районе Республики Марий Эл. Входит в состав Косолаповского сельского поселения.

## География
Находится в восточной части республики Марий Эл на расстоянии приблизительно 22 км по прямой на север от районного центра посёлка Мари-Турек.

## История
Предположительно первоначально деревня была марийской, позднее поселились и русские. В 1723 году в деревне числилось 54 ясачных душ, в 1781 году — 36, в 1795 году — 8 дворов, в 1834 году — 20 дворов, 137 жителей. В 1905 году здесь было 65 дворов, проживали 356 человек. В 1923 году в деревне проживало 419 человек, в 1970 году 173, в 1979 году — 158. В 2000 году оставалось 43 двора. В советское время работали колхозы «Йошкар Октябрь», «Путь Ленина», совхозы «Первомайский» и «Октябрьский».

## Население
Население составляло 139 человек (русские 42 %, мари 57 %) в 2002 году, 120 в 2010.